# Daily Emerald
A Daily Emerald az Oregoni Egyetem hallgatói hetilapja. Elődje az 1899-ben létrejött Oregon Daily Emerald.

## Története

### State v. Buchanan
Annette Buchanan 1966. május 24-ei „A hallgatók elnézik a marihuánahasználatot” című cikkében több anonim forrást is megnevez. A cikk leközlése után a helyi rendőrség nyomozást indított. Június 1-jén a bíróság kötelezte Buchanant a forrásai megnevezésére, amit ő elutasított, ezért háromszáz dolláros büntetést kapott. Az Oregoni Legfelsőbb Bíróság, majd 1968-ban a Szövetségi Legfelsőbb Bíróság is úgy döntött, hogy az alkotmány az esetben nem nyújt védelmet.
Később Oregon állam az újságírókat védő törvénycsomagot fogadott el.

### Cenzúra
2007. október 1-jén az újság második oldalára az Oregoni Állami Egyetem lapja, a The Daily Barometer második oldala került. Kathy Carbone üzleti igazgató azt mondta, hogy a nyomda szerint tévedés történt, de szerinte a csere szándékos volt, és a szerkesztőség cenzúraként értelmezte.
A második oldalon vastag betűkkel szedve az „Ezt lőjétek ki… CSESSZÉTEK MEG A CENZÚRÁT” szöveg volt olvasható, ami a Rocky Mountain Collegian „Ezt sokkold… CSESZD MEG, BUSH” című szövegére volt válasz, amikor a Floridai Egyetem egy hallgatóját a rendőrség sokkolóval távolította el a színpadról.
A cikket végül másnap közölték. Lisa Priaulx helyi lakos szerkesztőnek címzett levele szerint a lépés éretlen volt.
Az év végén Laura Powers főszerkesztőnek a cikk bekeretezett példányát ajándékozták.

### Sztrájk
2009. március 3-án az igazgatótanács döntéseire hivatkozva a szerkesztőség sztrájkot jelentett be, követeléseiket a lapban is megismételték:
1. Vonják vissza Steven A. Smith ideiglenes lapkiadói megbízását
2. A február 10-én bejelentett lépés szerint országosan keressenek új kiadót
3. Kössék feltételül, hogy a kiadó nem lehet az egyetem munkatársa
4. Kössék feltételül, hogy a kiadó nem rendelkezik hatalommal a főszerkesztő felett, hanem egymást kiegészítve, az ügyvezetői és a hallgatói szerkesztői pozícióhoz hasonlóan végezzék

2009. március 4-én Steven A. Smith bejelentette, hogy visszalép, az igazgatótanács pedig országos pályáztatási szándékot jelentett be. A március 5-ei számban a hírszerkesztők nem működtek közre; több érintett megszólalása után az igazgatóság és a szerkesztők között mediáció indult. A problémákat március 9-ére oldották meg.

## Kiadás
Az újság hétfőnként jelenik meg. Az Emeral Media Group az Erb Memorial Unionban, az egyetemtől lényegében függetlenül működik.

### Online
2012 őszén megalakult az Emerald Media Group. Az újság online változata videókat és podcastokat tesz közzé.

## Nevezetes személyek

### Szerkesztők
- Richard L. Neuberger (1932–33)
- Paul Brainerd (1969–70)
- Grattan Kerans (1970–71)

### Munkatárs
- Randy Shilts, író

## Fordítás
- Ez a szócikk részben vagy egészben  a   Daily Emerald című angol Wikipédia-szócikk ezen változatának fordításán alapul.  Az eredeti cikk szerkesztőit annak laptörténete sorolja fel. Ez a jelzés csupán a megfogalmazás eredetét és a szerzői jogokat jelzi, nem szolgál a cikkben szereplő információk forrásmegjelöléseként.